# Cova de la Tia
La Cova de la Tia és un avenc del terme municipal de Sant Esteve de la Sarga, al Pallars Jussà, en l'àmbit del poble de Moror.
Està situada a 741 m. alt. a l'extrem oriental del terme municipal, a prop del límit amb Castell de Mur. És a prop, al sud-est, del Molí de Carrió. És al sud del poble de Moror.